# Stepán Trochta
Štěpán Trochta, češki rimskokatoliški duhovnik, škof in kardinal, * 26. marec 1905, Francova Lhota, † 6. april 1974, Litoměřice.

## Življenjepis
29. junija 1932 je prejel duhovniško posvečenje.
27. septembra 1947 je bil imenovan za škofa v Litoměřicah; 16. novembra istega leta je prejel škofovsko posvečenje.
28. aprila 1969 je bil imenovan za kardinala in pectore. Za kardinala je bil javno razglašen oz. povzdignjen 5. marca 1973, ko je bil imenovan še za kardinal-duhovnika S. Giovanni Bosco in via Tuscolana.